# Ksenofon Zolotas
Ksenofon Eftimiu Zolotas (gr. Ξενοφών Ευθυμίου Ζολώτας; ur. 26 marca 1904 w Atenach, zm. 10 czerwca 2004 tamże) – grecki ekonomista i nauczyciel akademicki, długoletni prezes Banku Grecji, od listopada 1989 do kwietnia 1990 premier Grecji.

## Życiorys
Z wykształcenia ekonomista, studiował na Uniwersytecie Narodowym im. Kapodistriasa w Atenach, następnie kontynuował studia w Lipsku i Paryżu. Doktoryzował się w 1925. W 1928 został wykładowcą na ateńskiej uczelni oraz na Uniwersytecie Arystotelesa w Salonikach. W 1931 uzyskał pełną profesurę na Uniwersytecie Narodowym im. Kapodistriasa w Atenach. Zrezygnował z niej w 1968 w okresie junty czarnych pułkowników. W 1952 otrzymał godność członka Akademii Ateńskiej.
Jednocześnie kierował Bankiem Grecji; stanowisko gubernatora banku centralnego zajmował w latach 1944–1945, 1955–1967 i 1974–1981. Zajmował także wysokie stanowiska w Międzynarodowym Funduszu Walutowym. Był autorem licznych publikacji dotyczących gospodarki greckiej i światowej. W 1952 pełnił obowiązki ministra koordynacji, w 1974 kierował tym resortem w rządzie jedności narodowej.
W listopadzie 1989, gdy po kolejnych wyborach żadne z ugrupowań nie było w stanie zapewnić sobie większości parlamentarnej, został powołany na premiera. Stanął na czele tymczasowego rządu ponadpartyjnego z udziałem Nowej Demokracji, PASOK-u i Sinaspismos. Zakończył urzędowanie w kwietniu 1990, gdy po następnych wyborach nowym premierem został Konstandinos Mitsotakis.